# Mouron (chanteuse)
Pour les articles homonymes, voir Mouron.
Christiane Claire Mouron est une chanteuse et parolière française née à Marseille en 1954.

## Biographie
Fille de Paul Mouron (ténor d’opéra), d’Annick Joël (auteur et chanteuse), petite fille de Max Mouron (comédien fantaisiste qui a travaillé avec Marcel Pagnol), Mouron commence à écrire des chansons dès l’âge de 12 ans. Elle entame sa carrière à dix sept ans avec le Big Bazar de Michel Fugain. Après le départ de celui-ci, la troupe sort un nouvel album sous la direction de Mouron. Elle débute ensuite une carrière solo ponctuée par plusieurs albums dont un récompensé par le grand prix de l'Académie Charles-Cros. Depuis sa rencontre avec son pianiste et directeur musical Terry Truck, elle donne beaucoup de concerts en Allemagne et tourne beaucoup à travers le monde et particulièrement en Asie. En parallèle à sa carrière solo, elle a créé un spectacle musical et aérien Mélodies d'exil. Elle a aussi écrit et mis en scène le spectacle Le Cabaret des Années Folles à Hong Kong. Elle a donné des ateliers de chansons à Hong Kong, au Vietnam et au Ghana et des ateliers d'écriture en France.

## Discographie
- 1977 : Le Big Bazar avec Christiane Mouron (30 cm Able ABL.7049)
- 1987 : Je cherche l'entrée de secours (30 cm Auvidis A 4467)
- 1989 : A l'état brut (CD Tempo/Auvidis A 6140)
- 1997 : Mouron... d'amour (Viellieb Rekords-Le Loup du Faubourg LFB 020/Night and Day)
- 1999 : Diva Gut (Viellieb Rekords, Berlin)
- 2001 : Bleu noir rouge (Viellieb Rekords, Berlin)
- 2003 : Quinze années d'amour Mouron Chante Brel (Viellieb Rekords, Berlin)
- 2005 : Peut-être demain" (Viellieb Rekords, Berlin)
- 2013 : "Masterpieces of French Chansons" avec le City Chamber Orchestra of Hong Kong (Viellieb Rekords, Berlin)

## Spectacles
- 1971 :  théâtre du Châtelet Comédie musicale Double V
- de 1972 à 1977 : Le Big Bazar
- de 1982 à 1985 : Laissez chanter les clowns
- 1986 :  Festival Off d’Avignon Made in Moon
- 1987 :  le Théâtre du Tourtour, le Printemps de Bourges
- 1988 :  le TLP Déjazet (Paris), tournée au Moyen-Orient
- 1989 :  le Printemps de Bourges, tournée en Pologne
- 1990 :  le TLP Déjazet (première partie de Léo Ferré
- 1991 :  théâtre de Dix heures, le TLP Déjazet
- 1993 et 1994 :  Les Folies Bergère Fous des Folies
- 1995 : Le Bal de la Rose à Monaco
- 1996 :  Doubles d'âmes au théâtre d'Ivry et au Café de la Danse
- 1997 : Mouron d'amour en France et en Allemagne
- 1998 :  La Pépinière Opéra, Festival de Montauban, Festival Vibrations de Flers, Nuit Bertolt Brecht Institut Goethe, tournée en Russie
- 1999 :  Diva Gut, tournée en Allemagne
- 2001 :  La Vie en trois minutes, tournées en France et en Allemagne, l’Européen à Paris
- 2002 :   l’Auditorium Saint-Germain à Paris
- 2003 :  Quinze années d’amour (Hommage à Jacques Brel, concerts France, Allemagne et Thaïlande
- 2004 :  vis-à-vis, Festival de Montauban,  Bouffes Parisiens
- 2005 :  Théâtre Essaïon (Paris), tournée en Thaïlande, Indonésie
- 2006 :  La Passion de Piaf (hommage à Édith Piaf), tournée en Thaïlande, Indonésie et Japon (hymnes à l'amour)
- 2007 : La Vie en trois minutes tournée en France,  Allemagne, Portugal, Festival d’Avignon
- 2008 : tournée en France et en Allemagne
- 2009 : Quinze années d’amour (Hommage à Jacques Brel) tournées en France,  Allemagne, Ukraine, Festival Avignon
- 2010 : Quinze années d’amour (Hommage à Jacques Brel) le Théâtre Ménilmontant Paris, tournées en France, en Asie, Festival Avignon
- 2011 : Les Chansons du Paradis tournées en France,  Allemagne, Hymnes à l'amour tournée en Asie
- 2012 : Mélodies d'Exil Festival d’Avignon, Asie: Masterpieces of French Chanson pour le French May à Hong Kong
- 2013 : Le Cabaret des Années Folles pour le French May à Hong Kong
- 2014 : Les Petits Chefs-d'œuvre qui font les Grandes Chansons Festival d'Avignon Masterpieces of French Chanson à Shanghai
- 2015 : Masterpieces of French Chanson Tournée en Allemagne et en France

## Filmographie
- 1977 : Un jour, la fête
- 1991 : Transit de René Allio (chanson générique du film)
- 1992 : Piaf, une brève rencontre (France 2) (voix d'Édith Piaf)

## Prix
- 1987 :  prix France Culture Repérages - Prix des Hauts-de-Seine (Prix du Jury, Prix du Public)
- 1988 :  grand prix du Disque de l'Académie Charles-Cros
- 2014 :  prix du Comité du Cœur 2014 de la Sacem